# Hossein Kaebi
Hossein Kaebi, född 23 december 1985 i Ahvaz, är en iransk fotbollsspelare.  
Kaebi betraktas som en av de största fotbollstalangerna i Asien och debuterade i Irans fotbollslandslag 2002 . Han har spelat 84 matcher för Irans landslag.
Som högerback för Iran i VM 2006 har vi Hossein Kaebi. Han är ung men otroligt snabb och är väldigt lurig i sitt spel. Han är väldigt löpstark och är en stor, antagligen rätt okänd talang i laget. Ett minus för honom är att han inte är vidare fysiskt stark.
Al-Sadd, Foolad Khuzestan och Leicester City FC är två klubbar i Kaebis register.